# Cirrus uncinus
Cirrus uncinus este o specie de nor cirrus. Denumirea de cirrus uncinus provine din latină, însemnând „cârlige cârlionțate”. Cunoscuți și sub numele de cozi de iepure, acești nori sunt în general rari pe cer și foarte subțiri.

Norii apar la altitudini mari, la o temperatură de aproximativ -50°C până la -40°C. Sunt în general observați atunci când se apropie un front cald sau oclus. Sunt foarte sus în troposferă și înseamnă, în general, că se apropie precipitații, de obicei ploaie.

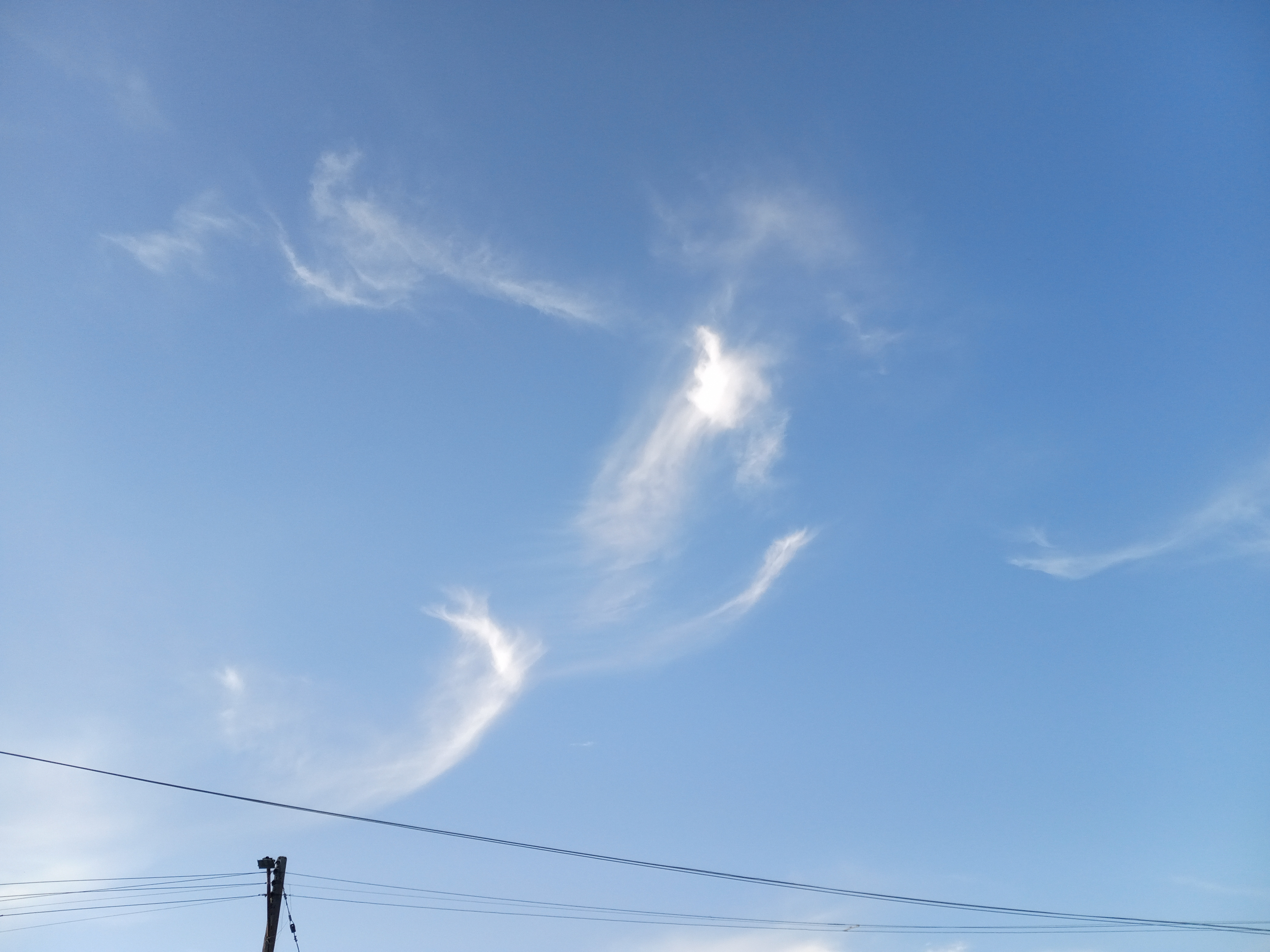
Nori cirrus uncinus în Salinas Victoria, Nuevo Leon, Mexic.